# Ан Жул, херцог дьо Ноай
Ан Жул, граф д'Айен и херцог дьо Ноай (на френски: Anne-Jules, comte d'Ayen puis 2e duc de Noailles; * 5 февруари 1650, Париж, Кралство Франция; † 2 октомври 1708, Версай, Кралство Франция) е вторият херцог на Ноай, известен френски маршал (произведен в 1693 г.). Принадлежи към едно от най-известните аристократични семейства на Франция при управлението на Луи XIV.

## Живот
Ан Жул е типичен френски офицер, извървял целия път в йерархията на френските въоръжени сили. Надарен с кураж, физическа сила и трезва преценка, той от млад е оценен от Кралят-Слънце. Син на маршал, той участва във военни действия още на 15 години. Тогава, при обсадата на крепост в Лотарингия, той получава чин сержант. Десет години по-късно Ноай вече е адютант на краля при ключовата обсада на град Маастрихт. Това е един от случаите, когато Луи XIV лично ръководи войските си, с помощта на своите маршали. В тази битка Ноай отново впечатлява със смелостта си. След края на Холандската война ангажиментите му продължават – през 1681 г. потушава въстание в Лангедок, за което получава чин генерал-лейтенант. Близките отношения на Ноай с краля продължават до смъртта на маршала – по-близки отколкото с всеки друг офицер.
От 1680 г. е губернатор на областта Русийон и макар в тогавашна Франция губернаторът да не седи в областта си, съдбата на Ноай се обвързва с Пиренейския фронт за следващите войни на Краля-Слънце. С началото на Деветгодишната война настъпват най-славните му времена. Като командир на френските сили в района той напада Каталония през 1689 и превзема крепостта Кампродон, но преди края на годината голяма испанска армия начело с херцог Вилахермоса успява да го изтласка обратно. През 1690 и 1691 г. Ноай трябва да отдели от войските си за другите фронтове и преминава към отбрана. Той превзема пристанището Росас през 1693 и нанася решително поражение на испанците при река Тер (27 май 1694). За тази победа получава длъжността вицекрал на Каталония. Маршалът бързо развива успеха, като превзема Паламос, Херона и Осталрик, с което си отваря път към Барселона. Градът е спасен само от бързата поява на английска морска ескадра, начело с адмирал Ръсел. До края на войната болест принуждава Ноай да се оттегли и да остави на маршал Вандом командата на войските в Каталония.
През 1700 г. херцог дьо Ноай е един от офицерите, които съпровождат младия Филип д'Анжу до границата с Испания, за да заеме престола в Мадрид. В следващите години той почти не участва във военни действия и прекарва дните си в двора във Версай, където умира през 1708 г.

## Фамилия
Женен е за Мари-Франсоаз дьо Бурнонвил, която му ражда 10 сина и 11 дъщери. Повечето от тях умират в детска възраст. Негов наследник като херцог дьо Ноай става най-възрастният от оживелите му синове – Адриен Морис, който се отличава със същата смелост и талант като баща си. През 1734 г. той също получава чин маршал.